# Frank Brickowski
Francis Anthony Brickowski, detto Frank (Bayville, 14 agosto 1959), è un ex cestista statunitense, professionista in Europa e nella NBA.

## Carriera
Venne selezionato dai New York Knicks al terzo giro del Draft NBA 1981 (57ª scelta assoluta).

## Statistiche

### College
| Anno      | Squadra                  | PG  | PT | MP   | TC%  | 3P% | TL%  | RP  | AP  | PRP | SP  | PP   |
| --------- | ------------------------ | --- | -- | ---- | ---- | --- | ---- | --- | --- | --- | --- | ---- |
| 1977-1978 | Penn State Nittany Lions | 25  | -  | 10,6 | 45,7 | -   | 60,0 | 2,6 | 0,4 | 0,4 | 0,5 | 3,8  |
| 1978-1979 | Penn State Nittany Lions | 24  | 6  | 14,5 | 49,5 | -   | 79,2 | 4,5 | 1,0 | 0,6 | 0,6 | 5,7  |
| 1979-1980 | Penn State Nittany Lions | 28  | 28 | 26,1 | 52,4 | -   | 78,1 | 7,8 | 1,5 | 0,9 | 0,8 | 11,4 |
| 1980-1981 | Penn State Nittany Lions | 24  | 20 | 25,6 | 60,1 | -   | 77,8 | 6,3 | 2,1 | 1,3 | 0,8 | 13,0 |
| Carriera  | Carriera                 | 101 | 54 | 19,4 | 53,8 | -   | 75,7 | 5,4 | 1,3 | 0,8 | 0,7 | 8,5  |

### NBA

#### Regular Season
| Anno      | Squadra           | PG  | PT  | MP   | TC%  | 3P%  | TL%  | RP  | AP  | PRP | SP  | PP   |
| --------- | ----------------- | --- | --- | ---- | ---- | ---- | ---- | --- | --- | --- | --- | ---- |
| 1984-1985 | Seattle S.Sonics  | 78  | 9   | 14,3 | 49,2 | 0,0  | 66,9 | 3,3 | 1,3 | 0,4 | 0,2 | 4,9  |
| 1985-1986 | Seattle S.Sonics  | 40  | 2   | 7,8  | 51,7 | -    | 66,7 | 1,4 | 0,5 | 0,3 | 0,2 | 2,0  |
| 1986-1987 | L.A. Lakers       | 37  | 0   | 10,9 | 56,4 | -    | 67,8 | 2,6 | 0,3 | 0,4 | 0,1 | 3,9  |
| 1986-1987 | San Antonio Spurs | 7   | 0   | 11,9 | 33,3 | 0,0  | 90,9 | 2,7 | 0,7 | 0,9 | 0,3 | 4,3  |
| 1987-1988 | San Antonio Spurs | 70  | 68  | 31,8 | 52,8 | 20,0 | 76,8 | 6,9 | 3,8 | 1,1 | 0,5 | 16,0 |
| 1988-1989 | San Antonio Spurs | 64  | 60  | 28,5 | 51,5 | 0,0  | 71,5 | 6,3 | 2,0 | 1,6 | 0,5 | 13,7 |
| 1989-1990 | San Antonio Spurs | 78  | 12  | 18,4 | 54,5 | 0,0  | 67,4 | 4,2 | 1,3 | 0,8 | 0,5 | 6,6  |
| 1990-1991 | Milwaukee Bucks   | 75  | 73  | 25,5 | 52,7 | 0,0  | 79,8 | 5,7 | 1,7 | 1,1 | 0,6 | 12,6 |
| 1991-1992 | Milwaukee Bucks   | 65  | 60  | 23,9 | 52,4 | 50,0 | 76,7 | 5,3 | 1,9 | 0,9 | 0,4 | 11,4 |
| 1992-1993 | Milwaukee Bucks   | 66  | 64  | 31,4 | 54,5 | 30,8 | 72,8 | 6,1 | 3,0 | 1,2 | 0,7 | 16,9 |
| 1993-1994 | Milwaukee Bucks   | 43  | 40  | 33,5 | 48,2 | 16,7 | 77,5 | 6,5 | 3,8 | 1,2 | 0,4 | 15,2 |
| 1993-1994 | Charlotte Hornets | 28  | 6   | 23,3 | 50,2 | 50,0 | 74,6 | 4,5 | 2,0 | 1,0 | 0,4 | 10,1 |
| 1995-1996 | Seattle S.Sonics  | 63  | 8   | 15,7 | 48,8 | 40,5 | 70,9 | 2,4 | 0,9 | 0,4 | 0,1 | 5,4  |
| 1996-1997 | Boston Celtics    | 17  | 2   | 15,0 | 43,8 | 35,0 | 71,4 | 2,0 | 0,9 | 0,3 | 0,2 | 4,8  |
| Carriera  | Carriera          | 731 | 404 | 22,3 | 51,9 | 32,4 | 74,0 | 4,7 | 1,9 | 0,9 | 0,4 | 10,0 |

#### Playoffs
| Anno     | Squadra           | PG | PT | MP   | TC%  | 3P%  | TL%  | RP  | AP  | PRP | SP  | PP   |
| -------- | ----------------- | -- | -- | ---- | ---- | ---- | ---- | --- | --- | --- | --- | ---- |
| 1988     | San Antonio Spurs | 3  | 3  | 37,7 | 50,0 | 100  | 68,4 | 7,3 | 4,7 | 2,0 | 0,7 | 19,3 |
| 1990     | San Antonio Spurs | 10 | 0  | 16,1 | 57,4 | -    | 65,4 | 4,4 | 1,1 | 0,8 | 0,1 | 7,9  |
| 1991     | Milwaukee Bucks   | 3  | 3  | 36,7 | 53,3 | 0,0  | 50,0 | 8,7 | 1,0 | 0,3 | 0,7 | 18,3 |
| 1996     | Seattle S.Sonics  | 21 | 3  | 9,8  | 42,1 | 27,3 | 75,0 | 1,4 | 0,5 | 0,3 | 0,2 | 2,0  |
| Carriera | Carriera          | 37 | 9  | 15,9 | 51,4 | 28,0 | 63,5 | 3,3 | 1,1 | 0,6 | 0,3 | 6,3  |

## Palmarès
- Campionato israeliano: 1

Maccabi Tel Aviv: 1983-84